# Real Academia Danesa de Ciencias y Letras

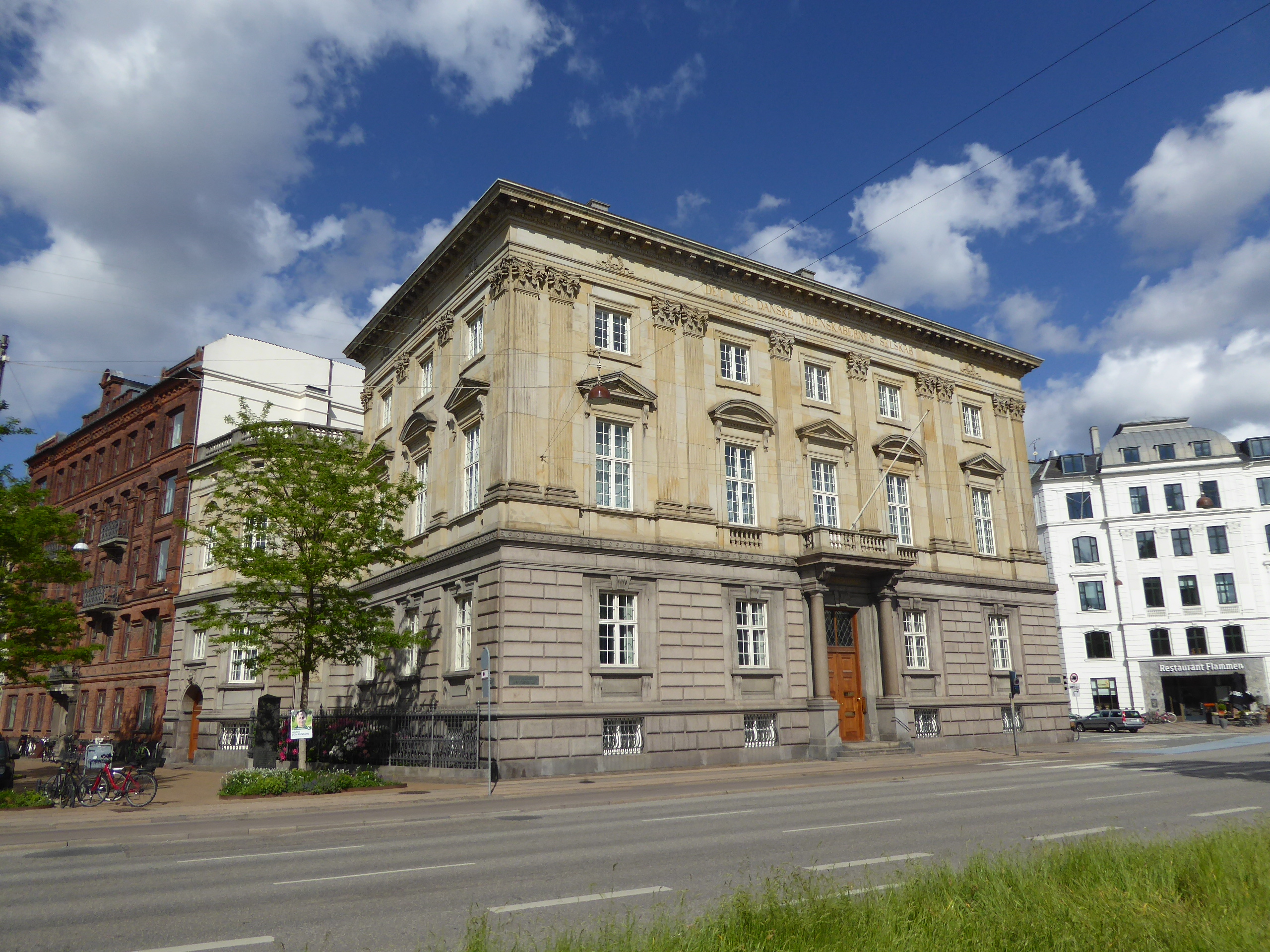
Edificio H.C. Andersens Boulevard en Copenhagen

La Real Academia Danesa de Ciencias y Letras, fundada en 1742, es una organización no gubernamental cuyo objetivo es promover la ciencia y las humanidades. La Academia cuenta con aproximadamente 250 miembros nacionales y 260 extranjeros.